# Suphankanlaya
Suphankanlaya (tiếng Thái: สุพรรณกัลยา; tiếng Miến Điện: ဗြ ဣန္ ဒ ဒေဝီ) là một công chúa Xiêm La từ thế kỷ 16 là người phối ngẫu một hoàng hậu của vua Bayinnaung của Miến Điện. Có rất ít ghi chép lịch sử về cuộc đời bà, nhưng huyền thoại về bà phổ biến ở Thái Lan. Nhiều người Thái tôn sùng bà như một nữ anh hùng quốc gia hay thậm chí như một vị thần phổ biến.

## Tiểu sử và truyền thuyết
Bà là con gái của Maha Thammaracha, phó vương của Phitsanulokand sau vua Ayutthaya và vợ Wisutkasat; chị gái của hoàng tử Naresuan và Ekathotsarotwho sau đó cả hai đã trở thành vua Ayutthaya, quá. Về phía mẹ bà là một cô cháu gái của Vua Chakkraphat và Hoàng hậu Suriyothai. Năm 1564, cha của cô đã trở thành một chư hầu của vua Bayinnaung của Pegu ở Miến Điện. anh em đã được đưa tới tòa án Peguan để phục vụ như các trang và đảm bảo cho sự trung thành của người cha của họ, cũng như thường lệ tại thời điểm đó.

### Tường thuật Thái
Theo tường thuật phổ biến ở Thái Lan, năm 1571, Suphankanlaya đồng ý cưới Bayinnaung để trở thành một trong những người vợ nhỏ của mình. trái phiếu này, quá, nên củng cố lòng trung thành của cha cô để vua Miến Điện. anh em của mình, thay vào đó, có thể trở về nhà. Cô đã có hai con với Bayinnaung. Sau cái chết của vua năm 1581, cô trở thành vợ của con trai và người kế nhiệm ông Nanda. Trong 1584, cha cô đã nổi dậy chống lại Nanda. Ông bị thu hồi lời tuyên thệ trung thành với nhà vua Miến Điện và nó đến chiến tranh. Sau cái chết của cha mình vào năm 1590, anh trai cô Naresuan thực trong cuộc chiến. Năm 1593, Naresuan đánh bại và giết chết con trai Nanda của Mingyi Swa trong một cuộc đấu tay đôi huyền thoại trên lưng voi '. Khi Nanda biết về cái chết của con trai mình, theo tường thuật phổ biến ở Thái Lan, ông trở thành phẫn nộ và đột quỵ Suphankanlaya, người đang mang thai tám tháng với con mình chết.

### Hồ sơ Miến Điện
Các biên niên sử Miến Điện kể đến cô chỉ là thoáng qua. Theo hồ sơ, danh hiệu của mình là Bya Eindra Dewi (ဗြ ဣန္ ဒ ဒေဝီ, [PJA ʔèiɴdɹà Dewi]) và tên cá nhân của cô đã được Amyoyon (အမျိုး ရုံ, [ʔə MJO jòʊɴ]). Cô đã được trao cho nhà vua tại tòa án Pegu trên 22 Tháng một 1567. Họ đã có một con gái tên là Min A-Htwe (မင်း အ ထွေး, [mɪɴ ʔə TWE]). Hơn nữa, các biên niên làm cho không có đề cập đến cuộc hôn nhân tiếp theo của mình để Nanda. Tên của cô không xuất hiện trong danh sách các nữ hoàng, hoàng hậu cơ sở hoặc người thiếp Nanda của các biên niên sử.

## Tín ngưỡng dân gian
Trong tài khoản chính thức của người Xiêm và lịch sử Miến Điện, Suphankanlaya chỉ được đề cập trong qua, nếu ở tất cả. Tuy nhiên, câu chuyện của cô bước vào thần thoại quốc gia Thái. Huyền thoại của cô thường được miêu tả trong văn hóa phổ biến. Trong và sau cuộc khủng hoảng tài chính châu Á năm 1997, cô đã trở thành một phần của "đền thờ" các thần dân tộc Thái. Một nữ doanh nhân đầu tiên tuyên bố rằng Suphankanlaya đã cứu cô khỏi bị phá sản. Sau đó, cô hỏi một nhà sử học nghiên cứu các biên niên sử cho các tài khoản của các công chúa và một tiểu thuyết gia lãng mạn thành công để phổ biến câu chuyện Suphankanlaya trong một cách dễ dàng để đọc. Nhà sử học nhấn mạnh rằng miêu tả lịch sử của công chúa là rất thưa thớt và những câu chuyện về cái chết khủng khiếp của mình chứ không phải huyền thoại hơn là lịch sử theo dõi được. Điều này không chỉ dừng lại phần lớn công chúng Thái từ phát triển một sự sùng bái quanh nhân vật chính phải thờ hình ảnh của cô và hàng mã. Vì không có chân dung đích thực của người lịch sử đã sống sót, những hình ảnh được mô phỏng theo cái nhìn của các nữ hoàng sắc đẹp trước đây.
Suphankanlaya, giống như anh trai cô Naresuan, được thành lập như là một biểu tượng của sự quyết đoán của quốc gia và sự hy sinh. Trong tín ngưỡng dân gian Thái Lan, các linh hồn của nạn nhân bị giết là do quyền hạn đặc biệt. Sự lây lan của Suphankanlaya thờ phải được nhìn trong bối cảnh của sự nổi lên của dân tộc Thái (đặc biệt là chống Miến Điện) tình cảm lúc đó thời gian của cuộc khủng hoảng kinh tế. Nó tương tự như sự xuất hiện của một giáo phái xung quanh bà ngoại Nữ hoàng Suriyothai là ai (ahistorically) tôn kính như một nữ anh hùng chiến binh mạnh mẽ những người đã hy sinh thân mình vì chủ quyền của dân tộc, là tốt. Các tôn kính phổ biến cho Suphankanlaya bị bắt vào bởi chính quyền Thái Lan và quân đội. Các lệnh Quân đội thứ ba ở thành phố quê hương coi cô Phitsanulok là người đầu tiên để xây dựng một đài tưởng niệm với cô ấy và đưa một tiểu sử vào năm 1998, trong đó sự tàn ác bị cáo buộc của chồng Miến Điện của bà đã được nhấn mạnh. Năm 2004, một bộ phim đã được thực hiện trong truyền thuyết về con.